# مونیکا استارئادو
مونیکا استارئادو (اسپانیایی: Mónica Estarreado‎؛ زادهٔ ۲۹ ژوئن ۱۹۷۵) بازیگر اهل اسپانیا است.
از فیلم‌ها یا مجموعه‌های تلویزیونی که وی در آن‌ها نقش داشته است، می‌توان به عروس کولی، ملکه جنوب و بیمارستان مرکزی اشاره نمود.